# Trigonopteryx hopei
Trigonopteryx hopei är en insektsart som först beskrevs av John Obadiah Westwood 1841.  Trigonopteryx hopei ingår i släktet Trigonopteryx och familjen Trigonopterygidae. Inga underarter finns listade i Catalogue of Life.